# Parc provincial de la Plage de Mavillette
Le parc provincial de la Plage de Mavillette (anglais : Mavillette Beach Provincial Park) est un petit parc provincial de la Nouvelle-Écosse située à Clare. Ce parc de 43 ha protège une plage de 1,5 km de longueur ainsi que la dune recouverte d'ammophile à ligule courte qui lui est parallèle. 